# Chavot-Courcourt
Chavot-Courcourt is een gemeente in het Franse departement Marne (regio Grand Est) en telt 369 inwoners (1999). De plaats maakt deel uit van het arrondissement Épernay.

## Geografie
De oppervlakte van Chavot-Courcourt bedraagt 4,4 km², de bevolkingsdichtheid is 83,9 inwoners per km².
De onderstaande kaart toont de ligging van Chavot-Courcourt met de belangrijkste infrastructuur en aangrenzende gemeenten.

## Demografie
Onderstaande figuur toont het verloop van het inwonertal (bron: INSEE-tellingen).